# Lyncestis (bướm đêm)
Lyncestis  là một chi bướm đêm thuộc họ Erebidae.

## Loài
- Lyncestis dargei Hacker & Fibiger, 2006
- Lyncestis knudlarseni Hacker & Fibiger, 2006
- Lyncestis kruegeri Hacker & Fibiger, 2006